# ناوچه اسپلیت
ناوچه اسپلیت (به انگلیسی: Yugoslav frigate Split) یک کشتی است که طول آن ۹۶٫۵۱ متر (۳۱۶٫۶ فوت) می‌باشد. این کشتی در سال ۱۹۷۶ ساخته شد.